# Дурмаз, Джимми
Якуп Джимми Дурмаз (швед. Jakup Jimmy Durmaz; 22 марта 1989, Эребру, Швеция) — шведский футболист, вингер клуба «Генчлербирлиги». Выступал за сборную Швеции. Участник чемпионата Европы 2016 и чемпионата мира 2018 годов.
Родственники Джимми Шарбел Тоума и Давид Дурмаз тоже профессиональные футболисты.

## Клубная карьера
Ассириец по происхождению. Дурмаз — воспитанник клуба «Форвард». В 2008 году он перешёл в «Мальмё». 14 июля в матче против «Хаммарбю» он дебютировал в Аллсвенскан лиге. 3 ноября в поединке против «Хаммарбю» Джимми забил свой первый гол за «Мальмё». В 2010 году он стал чемпионом Швеции.
В 2012 году Дурмаз принял приглашение турецкого «Генчлербирлиги», со своей этнической родины. 20 августа в матче против «Антальяспора» Джимми дебютировал в турецкой Суперлиге. 30 сентября в поединке против «Кайсериспора» он забил свой первый гол за новую команду.
Летом 2014 года Джимми перешёл в греческий «Олимпиакос». 30 августа в матче против «Панетоликоса» он дебютировал в греческой Суперлиге. 13 сентября в поединке против ОФИ Дурмаз забил свой первый гол за пирейский клуб. В 2015 году Джимми помог команде стать чемпионом и завоевать Кубок Греции. 20 августа 2016 года Дурмаз стал игроком французского клуба «Тулуза». В матче против «Лилля» он дебютировал в Лиге 1. Спустя три дня в поединке против «Пари Сен-Жермен» Джимми забил свой первый гол за «Тулузу».
12 января 2023 года было объявлено о переходе футболиста в шведский «АИК».

## Международная карьера
8 февраля 2011 года в товарищеском матче против сборной Кипра Дурмаз дебютировал за сборную Швеции, заменив во втором тайме Олу Тойвонена. 23 января 2012 года во встрече против сборной Катара Джимми забил свой первый гол за национальную команду.
Летом 2016 года Дурмаз попал в заявку сборной на участие в чемпионате Европы во Франции. На турнире он сыграл в матчах против команд Италии и Бельгии.
В 2018 году Дурмаз принял участие в чемпионате мира в России. На турнире он сыграл в матче против команды Германии.

### Голы за сборную Швеции
| #   | Дата            | Место                          | Противник   | Счёт | Результат | Соревнование                       |
| --- | --------------- | ------------------------------ | ----------- | ---- | --------- | ---------------------------------- |
| 01. | 23 января 2012  | Джассим бин Хамад, Доха, Катар | Катар       | 0:1  | 0:5       | Товарищеский матч                  |
| 02. | 12 октября 2014 | Friends Arena, Сольна, Швеция  | Лихтенштейн | 2:0  | 2:0       | Чемпионат Европы 2016 квалификация |
| 03. | 9 июня 2017     | Friends Arena, Сольна, Швеция  | Франция     | 1:1  | 2:1       | Чемпионат мира 2018 квалификация   |

## Достижения
«Мальмё»
- Чемпион Швеции (1): 2010

 «Олимпиакос»
- Чемпион Греции (2): 2014/15, 2015/16
- Обладатель Кубка Греции (1): 2014/15